# Кубок Короля (Таїланд)
Кубок Короля (тай. ฟุตบอลชิงถ้วยพระราชทานคิงส์คัพ) — товариський футбольний турнір, який проходить у Таїланді, організований Футбольною асоціацією Таїланду, який проводиться щорічно з 1968 року, за винятком 1983, 1985, 2008, 2011, 2014, 2020 та 2021 років. Переможець змагань отримує королівський трофей від короля Таїланду.
У деякі роки в змаганнях брали участь клуби або збірні. У цьому турнірі брали участь різні видатні футболісти, зокрема Чха Бом Ґин, Суніл Четрі, Петер Шмейхель, Єспер Ольсен, Браян Лаудруп, Генрік Ларссон, Роберт Левандовський, Мартін Шкртел, Мілан Шкріньяр, П'єр-Емерік Обамеянг та інші.

## Турніри
| Рік       | Фінал                       | Фінал           | Фінал                          | Матч за 3-тє місце | Матч за 3-тє місце | Матч за 3-тє місце |
| Рік       | Переможець                  | Рахунок         | Фіналіст                       | 3 місце            | Рахунок            | 4 місце            |
| --------- | --------------------------- | --------------- | ------------------------------ | ------------------ | ------------------ | ------------------ |
| 1968      | Індонезія                   | 1–0             | Бірма                          | Таїланд            | 6–0                | Малайзія           |
| 1969      | Південна Корея              | 1–0             | Індонезія                      | Південний В'єтнам  | 7–0                | Лаос               |
| 1970      | Південна Корея              | 1–0             | Таїланд                        | Малайзія           | 3–1                | Індонезія          |
| 1971      | Південна Корея              | 1–0             | Таїланд                        | Південний В'єтнам  | 3–2                | Індонезія          |
| 1972      | Малайзія                    | 1–0             | Таїланд                        | Південна Корея     | 0–0                | Сінгапур           |
| 1973      | Південна Корея              | 2–1             | Малайзія                       | Таїланд            | 1–0                | Бірма              |
| 1974      | Південна Корея              | 3–1 (д.ч.)      | Таїланд                        | Малайзія           | 3–0                | Камбоджа           |
| 1975      | Південна Корея              | 1–0             | Бірма                          | Таїланд            | Без плей-оф        | Малайзія           |
| 1976      | Таїланд                     | 1–1             | Малайзія                       | Південна Корея     | 3–1                | Таїланд            |
| 1977      | Південна Корея              | 1–1             | Малайзія                       | Індія              | Без плей-оф        | Таїланд            |
| 1978      | Малайзія                    | 3–2             | Сінгапур                       | Південна Корея     | 2–1                | Таїланд            |
| 1979      | Таїланд                     | 1–0             | Південна Корея                 | Таїланд            | 2–2                | Сінгапур           |
| 1980      | Таїланд                     | 0–0             | Армія Південної Кореї          | КНР                | 2–2                | Таїланд            |
| 1981      | Таїланд                     | 2–1 (д.ч.)      | Армія Північної Кореї          | Полонія (Варшава)  | 2–0                | 1 серпня           |
| 1982      | Таїланд                     | 0–0 (4–3 пен. ) | Південна Корея                 | Таїланд            | 3–2 (пен. )        | Сінгапур           |
| 1983      | Not held                    | Not held        | Not held                       | Not held           | Not held           | Not held           |
| 1984      | Таїланд                     | 3–0             | Індонезія                      | Західна Австралія  | 1–0                | Ліверпуль (ам.)    |
| 1985      | Не проводився               | Не проводився   | Не проводився                  | Не проводився      | Не проводився      | Не проводився      |
| 1986      | Північна Корея              | 2–1             | Орхус                          | Таїланд            | 1–0                | 1 серпня           |
| 1987      | Північна Корея              | 1–0             | Пхохан Стілерс                 | Таїланд            | 3–2                | Індонезія          |
| 1988      | Данія                       | 1–0             | Сваровскі-Тіроль               | Таїланд            | 4–2                | СРСР               |
| 1989      | Таїланд                     | 3–1             | Ротор (Волгоград)              | Лакі Голдстар      | 2–1                | КНР                |
| 1990      | Таїланд                     | 2–1 (д.ч.)      | Ротор (Волгоград)              | Юконг Елефантс     | 5–4 (пен. )        | Шанхай             |
| 1991      | КНР                         | 3–1             | Ротор (Волгоград)              | Таїланд            | 5–4 (пен. )        | Таїланд            |
| 1992      | Таїланд                     | 2–0             | Берлін                         | Таїланд            | 1–0                | Тяндзінь           |
| 1993      | КНР                         | 4–0             | Таїланд                        | Південна Корея XI  | 6–5 (пен. )        | Таїланд            |
| 1994      | Таїланд                     | 4–0             | Вестфалія (ам.)                | Ротор (Волгоград)  | 5–3 (пен. )        | Таїланд            |
| 1995      | Ротор (Волгоград)           | 3–0             | Японія                         | Таїланд            | Без плей-оф        | Таїланд            |
| 1996      | Румунія                     | 2–1             | Данія                          | Таїланд            | 5–2                | Фінляндія          |
| 1997      | Швеція (Скандинавська ліга) | 2–0             | Таїланд                        | Японія             | 3–1                | Румунія            |
| 1998      | Південна Корея              | 6–5 (пен. )     | Єгипет                         | Данія              | 3–0                | Таїланд            |
| 1999      | Бразилія                    | 7–1             | Північна Корея                 | Таїланд            | 3–1                | Угорщина           |
| 2000      | Таїланд                     | 5–1             | Фінляндія                      | Бразилія           | 1–0                | Естонія            |
| 2001      | Швеція (Скандинавські ліги) | 3–0             | КНР                            | Таїланд            | 2–0                | Катар              |
| 2002      | Північна Корея              | 0–0 (4–3 пен. ) | Таїланд                        | Катар              | 2–0                | Сінгапур           |
| 2003      | Швеція (Скандинавські ліги) | 4–0             | Північна Корея                 | Таїланд            | 3–1                | Катар              |
| 2004      | Словаччина                  | 1–1 (5–4 пен. ) | Таїланд                        | Угорщина           | 5–0                | Естонія            |
| 2005      | Латвія                      | 2–1             | Північна Корея                 | Таїланд            | Без плей-оф        | Оман               |
| 2006      | Таїланд                     | 3–1             | В'єтнам                        | Казахстан          | Без плей-оф        | Сінгапур           |
| 2007      | Таїланд                     | 1–0             | Ірак                           | Північна Корея     | Без плей-оф        | Узбекистан         |
| 2008      | Не відбувся                 | Не відбувся     | Не відбувся                    | Не відбувся        | Не відбувся        | Не відбувся        |
| 2009      | Данія                       | 2–2 (5–3 пен. ) | Таїланд                        | Ліван              | 1–0                | Північна Корея     |
| 2010      | Данія                       | Без плей-оф     | Польща                         | Таїланд            | Без плей-оф        | Сінгапур           |
| 2011      | Не проводився               | Не проводився   | Не проводився                  | Не проводився      | Не проводився      | Не проводився      |
| 2012      | Південна Корея              | Без плей-оф     | Данія XI                       | Норвегія           | Без плей-оф        | Таїланд            |
| 2013      | Швеція (Скандинавська ліга) | 3–0             | Фінляндія (Скандинавська ліга) | Таїланд            | 2–2                | Північна Корея     |
| 2014      | Не проводився               | Не проводився   | Не проводився                  | Не проводився      | Не проводився      | Не проводився      |
| 2015      | Південна Корея              | Без плей-оф     | Таїланд                        | Узбекистан         | Без плей-оф        | Гондурас           |
| 2016      | Таїланд                     | 2–0             | Йорданія                       | Сирія              | 1–0                | ОАЕ                |
| 2017      | Таїланд                     | 0–0 (5–4 пен. ) | Білорусь Б                     | Буркіна-Фасо       | 3–3 (7–6 пен. )    | Північна Корея     |
| 2018      | Словаччина                  | 3–2             | Таїланд                        | Габон              | 1–0                | ОАЕ                |
| 2019      | Кюрасао                     | 1–1 (5−4 пен. ) | В'єтнам                        | Індія              | 1–0                | Таїланд            |
| 2020–2021 | Не проводився               | Не проводився   | Не проводився                  | Не проводився      | Не проводився      | Не проводився      |
| 2022      | Таджикистан                 | 0–0 (3−0 пен. ) | Малайзія                       | Таїланд            | 2–1                | Тринідад і Тобаго  |
| 2023      | Ірак                        | 2–2 (5−4 пен. ) | Таїланд                        | Ліван              | 1–0                | Індія              |
| 2024      | Таїланд                     | 2–1             | Сирія                          | Філіппіни          | 3–0                | Таджикистан        |
| 2025      |                             |                 |                                |                    |                    |                    |